# Denise Di Novi
Denise Di Novi (* 21. März 1956 in Sherman Oaks) ist eine US-amerikanische Filmproduzentin und Regisseurin. Sie studierte Kommunikation am Simmons College in Massachusetts und erhielt einen Abschluss in Journalismus. Sie arbeitet als Journalistin für den National Observer, Canada AM und Citytv. Sie wechselte 1980 in die Filmbranche und war seitdem an über 40 Produktionen beteiligt. 2017 gab sie ihr Regiedebüt und inszenierte eine Folge der Serie Bones – Die Knochenjägerin. Im gleichen Jahr drehte sie mit Unforgettable – Tödliche Liebe ihren ersten Spielfilm.
Bei den Independent Spirit Awards 1990 wurde sie gemeinsam mit Michael Lehmann für den Film Heathers mit einem Preis in der Kategorie Bester Debütfilm ausgezeichnet. 

## Filmografie (Auswahl)
Als Filmproduzentin
- 1989: Heathers
- 1990: Applejuice (Meet the Applegates)
- 1990: Edward mit den Scherenhänden (Edward Scissorhands)
- 1992: Batmans Rückkehr (Batman Returns)
- 1993: Nightmare Before Christmas (The Nightmare Before Christmas)
- 1994: Schiffsjunge ahoi! (Cabin Boy)
- 1994: Ed Wood
- 1994: Betty und ihre Schwestern (Little Women)
- 1996: James und der Riesenpfirsich (James and the Giant Peach)
- 1998: Fast Helden (Almost Heroes)
- 1998: Zauberhafte Schwestern (Practical Magic)
- 1999: Message in a Bottle – Der Beginn einer großen Liebe (Message in a Bottle)
- 2001: Happy Campers
- 2001: Original Sin
- 2002: Nur mit dir (A Walk to Remember)
- 2003: Was Mädchen wollen (What a Girl Wants)
- 2004: Ein verrückter Tag in New York (New York Minute)
- 2004: Catwoman
- 2005: Eine für 4 (The Sisterhood of the Traveling Pants)
- 2007: Glück im Spiel (Lucky You)
- 2008: Major Movie Star (Private Valentine: Blonde & Dangerous)
- 2008: Eine für 4 – Unterwegs in Sachen Liebe (The Sisterhood of the Traveling Pants 2)
- 2008: Das Lächeln der Sterne (Nights in Rodanthe)
- 2010: Schwesterherzen – Ramonas wilde Welt (Ramona and Beezus)
- 2011: Plötzlich Star (Monte Carlo)
- 2011: Crazy, Stupid, Love.
- 2012: The Lucky One – Für immer der Deine (The Lucky One)
- 2014: Das Glück an meiner Seite (You’re Not You)
- 2014: The Best of Me – Mein Weg zu dir (The Best of Me)
- 2015: Focus
- 2017: Unforgettable – Tödliche Liebe (Unforgettable)
- 2019: Little Women
- 2022: Über mir der Himmel (The Sky Is Everywhere)